# الحارسان (فلم)
الحارسان (بالصينية: 小门神) هو فيلم رسوم متحركة كوميدي فنتازيا صيني من تصميم لايت تشيسر أنيميشن ستوديو ومن إنتاج علي بابا بيكتشرز عام 2015.

## القصة
عندما يستهدف أحد المنافسين محل حساء لِعائلة صينية بقصد التخريب، يترك حارسان من عالم الأرواح تقاعدهما لحمايتهم.

## طاقم العمل
- قاو شياو سونغ بدور شين تو
- شو جوي بدور لاوهو
- وايت. ك بدور يو لي
- جي جوانلين بدور هواشيا (بلوم)
- سيندي يو بدور رين
- بي شياو لان بدور ينغ
- كوانجدو بنجبا بدور تو

## الصدور
منح باربرا شولجاسر-باركر الفيلم درجة 2/5.